# チャーム・ケア・コーポレーション
株式会社チャーム・ケア・コーポレーション（英: CHARM CARE CORPORATION）は、介護付有料老人ホーム・住宅型有料老人ホーム・サービス付き高齢者向け住宅の運営等の介護事業、および不動産事業を行っている株式会社。東京都・神奈川県の首都圏と、大阪府・兵庫県・京都府・奈良県の近畿圏に事業を展開している。近年は首都圏にて富裕層向けの高級介護付有料老人ホームの展開を強化している。
大阪市北区にある大阪本社と東京都渋谷区にある東京本社の二本社制。東京証券取引所プライム市場上場。

## 概要
設立当初は近畿圏に拠点を置いていたが、首都圏でも事業を拡大し、2018年7月から二本社制を採用している。
- 大阪本社　〒530-0005　大阪市北区中之島3丁目6番32号 ダイビル本館21階[1]
- 東京本社　〒150-0002　東京都渋谷区渋谷3丁目28番15号　渋谷S.野口Bldg.5F
- チャームケア キャリアセンター千里丘　〒565-0804　大阪府吹田市新芦屋上3番20号　ルナハート千里丘の街1F
- チャームケア キャリアセンター三宮　〒650-003　兵庫県神戸市中央区東町126　神戸シルクセンタービル6F
- チャームケア キャリアセンター深沢　〒158-0081　東京都世田谷区深沢7丁目4番1号　ヒューリック深沢地下1F
- チャームケア キャリアセンター御茶ノ水　〒113-0033　東京都文京区本郷3丁目13番3号　三富ビル4F

## 沿革
- 2005年（平成17年）4月 - 奈良県大和郡山市に第1号となる介護付有料老人ホーム「チャームやまとこおりやま」を開設
- 2008年（平成20年）9月 - 介護付有料老人ホーム「ルハナート千里　丘の街」を運営する株式会社つばめ荘の株式を取得、子会社化（平成22年5月に吸収合併）
- 2012年（平成24年）4月 - 大阪証券取引所JASDAQ（スタンダード）（現東京証券取引所JASDAQ（スタンダード））に上場
- 2014年（平成26年）9月 - 同社で首都圏初となる介護付有料老人ホーム「チャームスイート石神井公園」を開設
- 2017年（平成29年）2月 - 東京都新宿区にチャームプレミアシリーズ第1号となる介護付有料老人ホーム「チャームプレミア目白お留山」を開設
- 2018年（平成30年）3月 - 東京証券取引所市場第二部へ市場変更
- 2018年（平成30年）7月 - 東京本社を設置し二本社制に移行
- 2018年（平成30年）12月 - 東京証券取引所市場第一部へ市場変更
- 2020年（令和2年）5月 - シップヘルスケアホールディングス株式会社と業務提携契約を締結
- 2020年（令和2年）7月 - 介護施設等への人材派遣・人材紹介等を行う株式会社グッドパートナーズの全株式を取得し、子会社化
- 2021年（令和3年）11月 - 介護事業を行う株式会社ライクの全株式を取得し、子会社化
- 2022年（令和4年）4月 - 東京証券取引所プライム市場へ移行

## 介護事業
介護保険法に基づく要支援・要介護認定を受けた高齢者に対して、同法の適用を受ける介護サービスを提供している。主に介護付有料老人ホーム・住宅型有料老人ホーム・サービス付き高齢者向け住宅の展開及び運営を行っている。

### ブランド
運営するホームには以下の4つのシリーズがある。
1. チャーム
2. チャームスイート
3. チャームプレミア
4. チャームプレミア グラン

## 不動産事業
他社の介護事業者が運営するための有料老人ホーム建設を目的として不動産（土地及び建物）を開発し、REITなどの投資会社等に当該不動産を売却することによる収益事業。

## その他事業
連結子会社である株式会社グッドパートナーズが、介護分野を中心とした人材派遣、人材紹介、訪問看護等の事業を行っている。
その他に、日本語に特化した人工知能（AI）対話エンジンを開発するウェルヴィル株式会社と資本提携を行い、ロボットやアバターとの自由会話によるサービスの開発を進めている。